# Odynerus dusmeticus
Odynerus dusmeticus är en stekelart som beskrevs av Giner 1945. Odynerus dusmeticus ingår i släktet lergetingar, och familjen Eumenidae. Inga underarter finns listade i Catalogue of Life.